# سیارک ۲۳۸۸
سیارک ۲۳۸۸ (به انگلیسی: 2388 Gase، نامگذاری:1977EA2) دو هزار و سیصد و هشتاد و هشتمین سیارک کشف شده‌است که در ۱۳ مارس ۱۹۷۷ کشف شد.
قدر مطلق سیارک برابر ۱۲٫۹۰ است.